# Великолепно австралийско коприварче
Великолепно австралийско коприварче (Malurus cyaneus) е вид птица от семейство Maluridae. Видът е незастрашен от изчезване.

## Разпространение
Разпространен е в Австралия.